# ヤマネ
ヤマネ（山鼠、冬眠鼠、学名: Glirulus japonicus）は、哺乳綱齧歯目リス亜目ヤマネ科に分類される齧歯類。現生種では、本種のみでヤマネ属を構成する。日本固有種で、別名ニホンヤマネ。種小名 japonicus は「日本の」を意味する。

## 分布
日本列島のうち本州、四国、九州、隠岐諸島の島後に棲息する。インターネットを用いた近年（1995 - 2011年）の分布調査では本州、四国、九州の各都府県で確認・撮影例があったが、大阪府、岡山県、香川県、千葉県では確認例はなかった。

## 形態
頭胴長（体長）6.8 - 8.4センチメートル。尾長4.4 - 5.4センチメートル。体重は夏季には14 - 20グラムだが、冬眠前には34 - 40グラムに達する個体もいる。尾には約2センチメートルの体毛が房状に伸長する。背面は淡褐色で、腹面の毛衣は白がかった褐色。背面には暗褐色の縦縞が入る。眼の周囲は暗褐色。指一本で木にぶら下がることができる強力なかぎ爪を持っている。盲腸がない。
交尾栓を持つ。

## 分類
同属とされる最古の化石種がドイツの5000万年前の地層から、以降もヨーロッパの300万年前の地層から発見されている。2007年に発表されたヤマネ科の核DNAの3遺伝子座の分子系統推定では、本属とオオヤマネ属は2500万年前に分岐したという解析結果が得られている。
日本がユーラシア大陸と地続きで温暖な時代に侵入した遺存種と考えられている。少なくとも約510万年前には生息していたと考えられ、山口県にある50万年前の地層から、本種の化石が発見されている。2012年に発表された61体の標本を用いたミトコンドリアDNAシトクロムおよびY染色体上のSRY遺伝子の分子系統推定では、大きく東北地方（青森県から福島県）、関東（福島県から関東地方・静岡県）、紀州（岐阜県・和歌山県）、山陰（兵庫県・福井県）、四国、九州（島根県・広島県・山口県および九州）、赤石（長野県飯田市および静岡県静岡市）、白山、隠岐の9つの個体群に分かれるという解析結果が得られた（ただし石川県白山産と島根県隠岐の島産の標本はそれぞれ1体ずつしかなく、SRY遺伝子の解析では紀州と山陰は同じ系統という解析結果が得られている）。
集団ごとに食性や体色、冬眠や繁殖の期間、出産回数などが異なっており、他の種類では別種となってもおかしくないとの指摘もある。

## 生態
低山地から亜高山にかけての森林に生息する。樹上棲で、細い枝はぶらさがりながら移動する。枝の間を跳躍したり、後肢だけで樹上にぶら下がることもある。夜行性。浅間山麓個体群ではオス2ヘクタール、メス1ヘクタール弱の行動圏内で生活するという報告例がある。樹洞にコケや樹皮を集めた巣を作るが、岩壁や岩の割れ目、スズメバチ類の古巣、後述するように山小屋や巣箱に巣をつくることもある。決まった巣を持たない。尾を強く掴むとその周辺の体毛と皮膚が抜け落ちて骨だけが残り、外敵から襲われた時に役立つと考えられている。尾は一度抜けると二度と生えてこない。
平均気温が9℃以下まで下がると、樹洞や腐った木の樹皮の隙間、地中、落ち葉の下などで冬眠する。例として浅間山麓や三ツ峠山では10月から翌4月、和歌山県では11月から翌2月に冬眠する。複数個体が集まって冬眠することが多い。冬眠中は食事を取らず秋季まで蓄えた体内の脂肪を消費し、外気温にあわせて低体温を維持（0℃以下に下がることはない）し、呼吸数や心拍数も低下させる。冬眠中の心拍数は一分間に50-60回。冬眠中でも、筋肉や血液がガチガチに凍る前に危険を知らせるスイッチのようなものがある。
食性は雑食で、主にヤママユなどの鱗翅類、セミ類、トンボ類、カナブン、ニセノコギリカミキリなどの昆虫を食べ、クモも食べる。果実、鳥類の卵なども食べる。果実はアケビ、サルナシ、ヤマブドウなどを食べる。果実は皮を残して、中身だけを食べる。繊維質の多い食品やクルミのような固い食品は苦手である。
繁殖様式は胎生。飼育下では冬眠が明けて2週間後に交尾した観察例がある。妊娠期間は平均33日。1回に主に3 - 5頭、最大7頭の幼獣を産む。生後10 - 15日で開眼し、生後20日で自分で食物を食べるようになる。寿命は3年で、飼育下では8年。オスは子育てをせず、繁殖の子育てをする時のみ、メスが苔や木の皮を編み込んだ巣を構える。

## 人間との関係
丸まって冬眠する様子からマリネズミ、コオリネズミの俗称もある。
山小屋や巣箱に営巣することもあり、山小屋にある布団やタンスの中で冬眠することもある。冬に木を切ると、冬眠中のヤマネが転がり出てくることがあることから、林業に携わる人々は、ヤマネを山の守り神として大切にしてきた。
日本では1975年に国の天然記念物に指定されている。

### アニマルパスウェイやヤマネブリッジによる保護活動
ヤマネを含めた野生動物が、森林を分断して通る道路を渡ろうとして自動車により轢死（ロードキル）することがあり、被害を減らす対策が行なわれている。八ヶ岳山麓では、路面に出ず道路を上方で渡れるようにとヤマネブリッジやアニマルパスウェイが架けられているほか、森林を分断しないよう切土工法から変更された「ヤマネといきものトンネル」が1997年に建設された。

## 画像

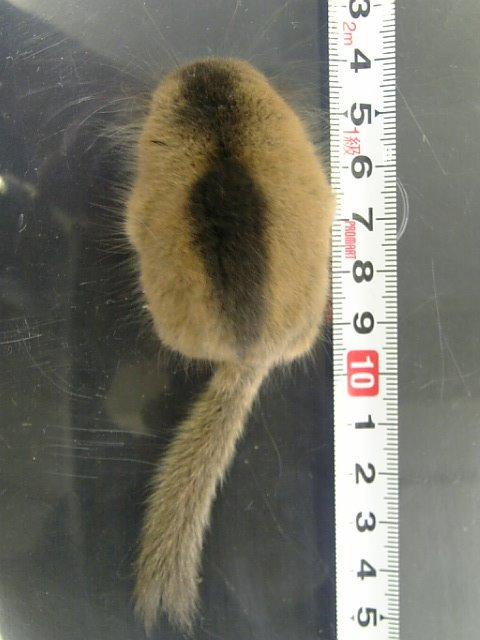
全長
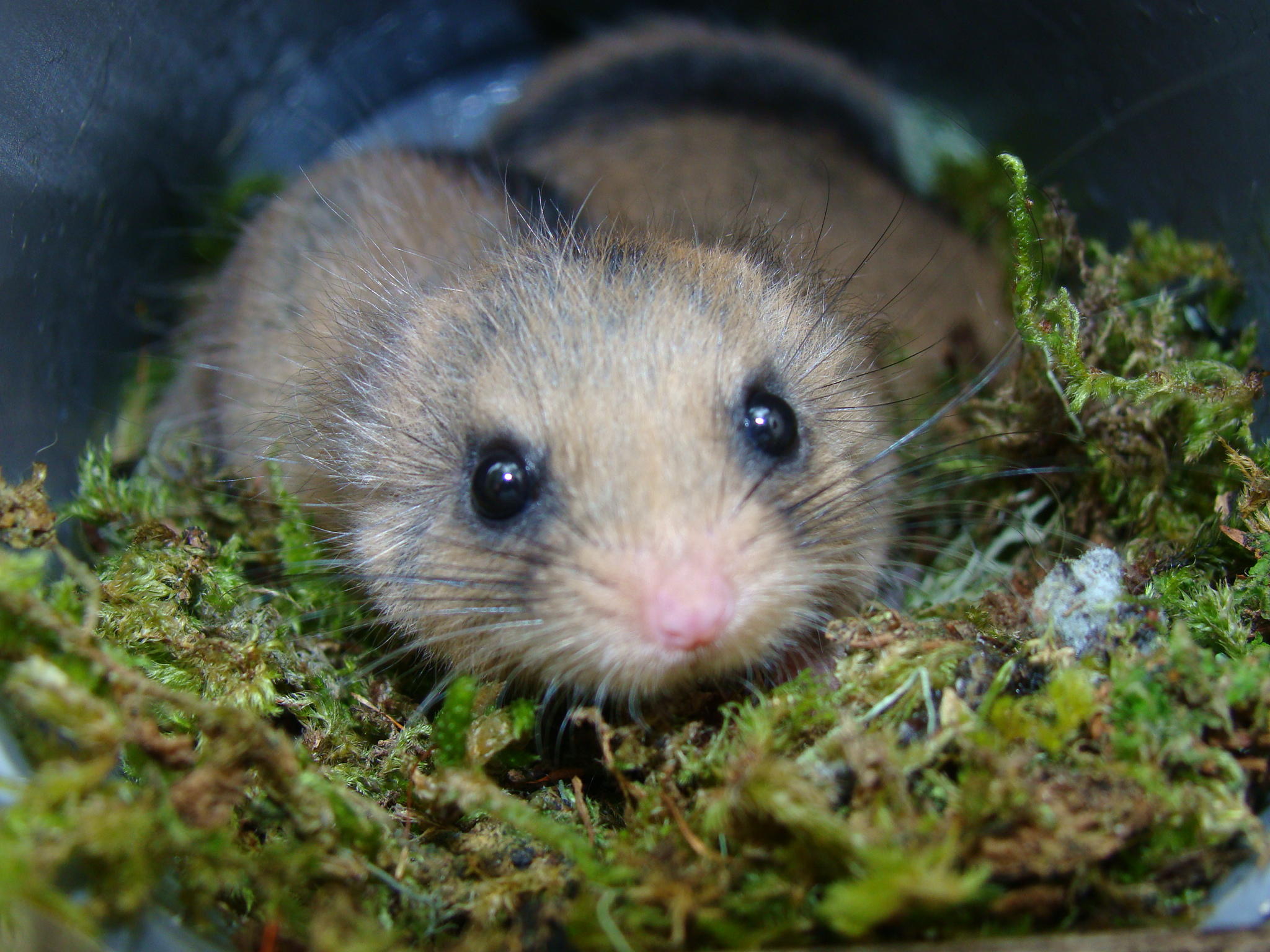
頭部
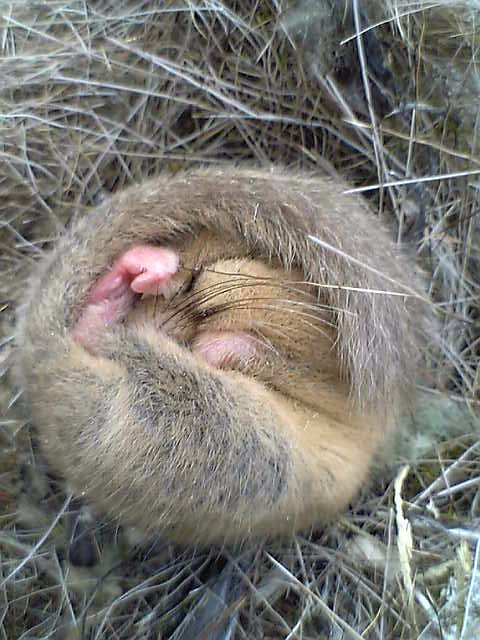
丸まった様子
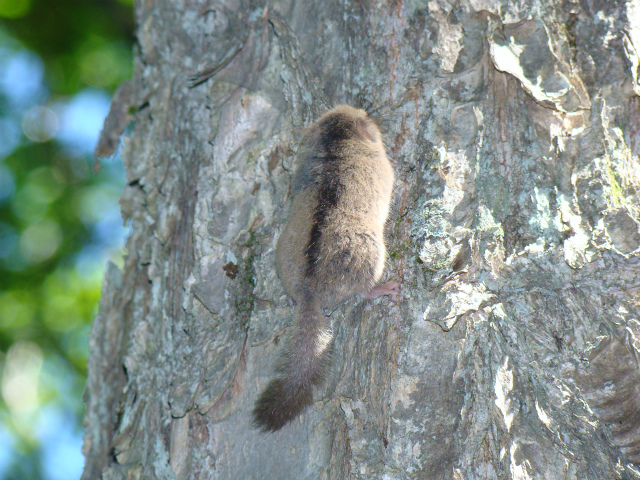
樹幹を移動するヤマネ